# Cloremia
La cloremia esprime la quantità di cloro presente nel sangue. 
Il cloro è un minerale normalmente presente nell'organismo umano e circola nel torrente ematico sotto forma di anione cloruro e la sua concentrazione è attentamente controllata dal rene.

## Importanza del cloro
Si tratta del principale anione inorganico del liquido extracellulare ed è estremamente importante per la regolazione ed il mantenimento dell'equilibrio idro-elettrolitico, dell'equilibrio acido-base e di una normale osmolarità. I succhi gastrici contengono una quantità abbondante di cloro, in particolare per la presenza di acido cloridrico, che gioca un ruolo essenziale nella digestione delle proteine e nella difesa dai batteri che sono introdotti con gli alimenti.

## Fabbisogno, assorbimento ed eliminazione
Il fabbisogno quotidiano di cloro si stima oscillare tra circa 1 e i 5 g. Questo quantitativo viene assunto con il normale uso di sale da cucina. Nella dieta di un individuo sia il cloruro di potassio che il cloruro di sodio sono presenti in abbondanza. Tra gli alimenti particolarmente ricchi di questo minerale sono i cibi stagionati, i formaggi, i salumi, i prodotti da forno salati ed i pesci di acqua salata.

L'assorbimento del cloro si verifica in prevalenza nel tratto prossimale dell'intestino tenue, attraverso uno scambio con i bicarbonati. L'eliminazione di questo anione avviene sostanzialmente per via urinaria e con le feci, ma anche il sudore ne contiene importanti quantità.

## Procedura
Dopo aver osservato il digiuno per un periodo di almeno 10-12 ore il paziente si sottopone all'esame effettuando un semplice prelievo di sangue. È raccomandato eseguire il prelievo del sangue a digiuno, poiché dopo i pasti i valori del cloro tendono a presentarsi ridotti.

## Valore normale
IL valore di riferimento dell'esame è il seguente:
uomo e donna: 98-107 mEq/l (unità convenzionali), 98-107 mmol/L (unità SI) oppure 365 mg/dl. 
Il sistema di riferimento è indifferentemente plasma o siero.
L'intervallo di confidenza di normalità può variare leggermente da un laboratorio all'altro. Nella relazione di laboratorio sono generalmente indicati accanto ai risultati i valori di riferimento.

## Valori alterati

### Cloremia bassa
Si ha ipocloremia in diverse situazioni quali:
- sudorazione abbondante (minatori, addetti a lavorazioni di fusione)
- vomito e diarrea eccessiva e prolungata
- aspirazione gastrica
- abuso di lassativi
- ustioni estese
- stati allergici
- eccessivo trattamento con diuretici
- chetoacidosi diabetica
- alcalosi metabolica
- intossicazione da acqua

### Cloremia aumentata
Si ha ipercloremia in caso di:
- insufficienza renale
- disidratazione marcata
- sindrome nefrosica
- intossicazione da salicilati
- intossicazione da cloruro di ammonio
- acidosi tubulare renale
- acidosi metabolica da diarrea (perdita di HCO3-)

Le variazioni di cloremia nel siero sono in genere parallele a quelle della natriemia. Un sovradosaggio cronico di cloro, poiché tende ad accompagnarsi ad un eccessivo introito di sodio, può favorire l'insorgenza dell'ipertensione.

## Ipocloremia e crampi dei minatori
Nei soggetti in cui la cloremia si riduce di oltre il 15% rispetto ai valori di partenza, possono comparire delle contrazioni tetaniche della muscolatura degli arti. Questa sintomatologia, una tipica patologia occupazionale che caratterizza ogni attività lavorativa pesante e svolta in ambienti caldi, è conosciuta con il nome di crampo dei minatori. Una volta insorte queste contrazioni muscolari si risolvono semplicemente con l'ingestione di sale da cucina (NaCl). Un effetto profilattico sarebbe invece determinato dal raffreddamento della testa e dalla ingestione di sale aspartico.